# ATM 適合層
ATM 適合層 (ATM Adaptation Layer : AAL) とは非同期転送モード(Asynchronous Transfer Mode : ATM) と上位層の適合のために OSI 参照モデルのデータリンク層に設けられている副層である。 ATM の規格を示していると言ってもよい。 現在4つの規格が存在する。

## 規格

### AAL1
コネクション型・固定ビットレート。テレビ電話など大容量の動画の通信向けの規格。ペイロードのうち1オクテットをセルの送信順序の制御用に用いるため、実データは47オクテットとなる。構内 LAN で用いられている。

### AAL2
コネクション型・可変ビットレート。低速音声符号向けの規格。
セルの組み立て及び復元によるジッタ(遅延の揺らぎ)の影響を減らすため、複数のトラフィックを1つのセルに多重化するとともに、セルが一杯になる前に送出することを許容する。

### AAL3/4
コネクションレス型・固定ビットレート。データ通信用向けの規格。本来コネクション型として AAL3、コネクションレス型として AAL4 が提案されたが、コネクション設定を上位層に移すことによって AAL3 と AAL4 は統合された。ペイロードのうち4オクテットを上位層 PDU 情報に用いるため、実データは44オクテットとなる。

### AAL5
コネクションレス型・可変ビットレート。AAL3/4 を簡略化した規格。上位層の位置検出機能を最終部のみとすることでペイロードを全て実データに用いることができる。広域 LAN として Ethernet over ATM や IP over ATM や PPPoA (Point-to-Point Protocol over ATM) で広く用いられている。